# Lucy (australopitek)
Lucy je vjerojatno najpoznatiji svjetski fosil hominida. Otkrili su je Donald Johanson i Tom Gray 1974. godine kod Hadara u Etiopiji. Lucy je živjela prije nekih 3,2 milijuna godina.
Ovaj primjerak, s 40% kompletiranim kosturom odrasle ženke, znatno je upotpunio saznanja o Australopithecus afarensis («Australo - jug, južno», «pithecus - grč. majmun») i promijenio mnoge već davno prihvaćene teorije.  
Lucy, znanstveno zabilježena kao arheološki artefakt AL 288-1, dobila je ime po pjesmi The Beatlesa, "Lucy in the Sky with Diamonds." 
Istraživanja vršena na fosilnim ostacima kostura Lucy ,otkrila su da se njena vrsta već naveliko kretala uspravno, na dvije noge, imala je vrlo razvijeno tijelo, ali tamo gdje se očekivao najveći napredak, isti je upravo izostao... Lucy je imala izrazito malu glavu, tako da se ni lubanja ni mozak nisu značajnije razvili.
Ali također, fosilnim nalazištima otisaka stopala otkriveno je da je Australopithecus afarensis bio vrlo rasprostranjen, na velikom području Afrike, a ne samo oko poznatog rascjepa doline rijeke Avaš (rascjep u tlu izazvan pomicanjem tektonskih ploča). Naime, prvobitne teorije govorile su u prilog tome da je hominoid koji je evoluirao u čovjeka porijeklom isključivo iz područja gore spomenute doline (u istočnoj Africi) i da je od tog mjesta krenula migracija hominoida, još u doba dok kontinenti nisu bili razdvojeni.
Glavni argument ovim tvrdnjama bila je činjenica da su upravo samo u rascjepu doline rijeke Avaš postojala nalazišta fosila Lucyine obitelji.
No, rasprostranjenost Lucyne obitelji i po prašumama (djelomično je živjela i na drveću), te nove tehnologije ispitivanja paleontoloških iskopina i utjecaja okoliša na iste, uvode nas u neke nove spoznaje.
Tako na primjer pada u vodu teza da su hominoidi koji su se digli na zadnje noge to učinili zbog klimatskih promjena, jer su se umjesto u dotadašnjem habitatu - prašumama - gdje su živjeli na drveću, našli u prilično ogoljenim i drvećem siromašnim stepama na istoku Afrike.
Lucy dokazuje da su jedinke koje su živjele na rubu šuma i u šumama također hodali na zadnjim nogama.
A razlog što u području nekadašnjih prašuma nema fosilnih ostataka ‘kemijske’ je prirode. Naime, tlo u prašumama bilo je izuzetno kiselo i zbog svog sastava nije omogućavalo fosilizaciju, dok je tlo u stepama, zahvaljujući svojoj lužnatosti (visokim postocima kalcija i natrija) izuzetno pogodovalo fosilizaciji paleontoloških ostataka.

## Vanjske poveznice
|  | Zajednički poslužitelj ima još gradiva o temi Fossil Australopithecus afarensis |